# Stadtarchiv Ellwangen (Jagst)
Das Stadtarchiv Ellwangen ist das Archiv der Großen Kreisstadt Ellwangen (Jagst). Rechtliche Grundlagen sind das Gesetz über die Pflege und Nutzung von Archivgut (Landesarchivgesetz) vom 27. Juli 1987 und die Benutzungsordnung des Stadtarchivs vom 1. Juni 2016. Seit 1989 wird es hauptamtlich geleitet und ist – gemeinsam mit dem Alamannenmuseum unter eigenständiger Leitung – als Sachgebiet Stadtarchiv/Stadtgeschichte dem Kultur-, Presse- und Touristikamt zugeordnet.

## Geschichte
Das Stadtarchiv wurde im Jahr 1937 gegründet, als der Gemeinderat beschloss, die Altregistratur ordnen und dabei umfangreiche Aussonderungen vornehmen zu lassen. Mit den Arbeiten wurde der 1938 zum ehrenamtlichen Stadtarchivar ernannte Gymnasiallehrer Franz Haug betraut. Nach dem Tod Haugs 1945 folgte Josef Hohnerlein nach, der bereits 1951 ein umfangreiches Repertorium vorlegen konnte, das bis zur Neuaufnahme der Bestände in den Jahren 2017/18 als „Hohnerlein’sches Repertorium“ genutzt wurde. 1989 wurde Immo Eberl zum ersten hauptamtlichen Leiter des Stadtarchivs ernannt. Nach seiner Pensionierung 2015 folgte ihm Christoph Remmele in der Leitung nach.

## Gebäude

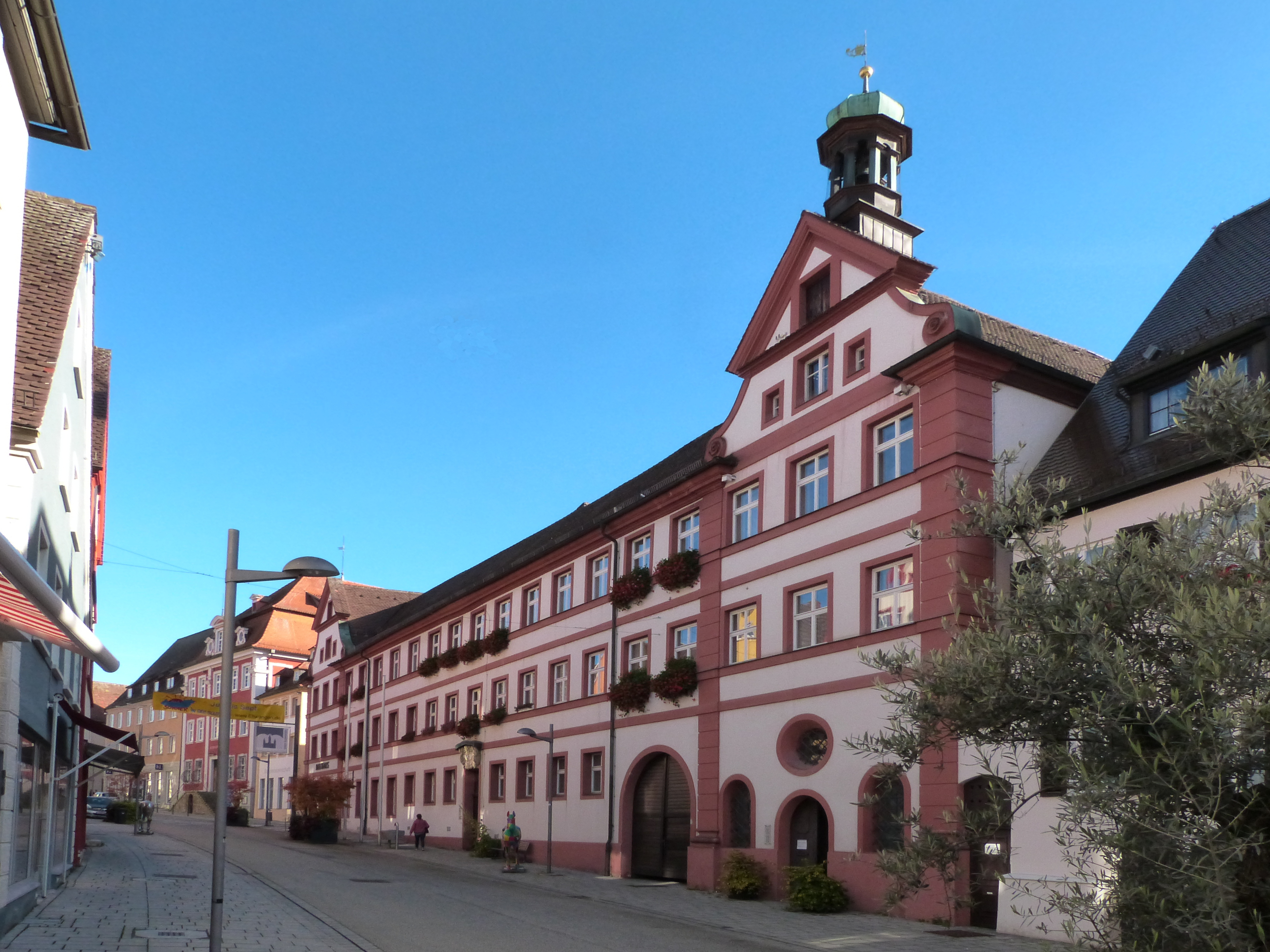
Rathaus Ellwangen

Vor der Gründung des Archivs war die städtische Registratur weitestgehend ungeordnet auf dem Dachboden des Rathauses untergebracht, sie wurde erst im Zuge der Ordnungsarbeiten in einem eigenen Raum zusammengefasst. Während des Zweiten Weltkriegs war ein Großteil der Unterlagen in einen Luftschutzraum (Obere Straße 13, sog. Haus Schabel) verlagert worden, die nach 1945 wieder ins Rathaus verbracht wurden. Mit dem Erweiterungsbau der Buchenberg-Schule 1954 wurde ein neuer Magazinraum bereitgestellt, der jedoch bereits 1963 zugunsten eines Umzugs in das Untergeschoss des neu errichteten Peutinger-Gymnasiums aufgegeben wurde. Wegen mangelhafter klimatischer Bedingungen werden diese Räumlichkeiten heute nur noch für nachrangige Lagerzwecke genutzt, während der weitaus größte Teil der Bestände seit 2017 im ertüchtigten Keller des Rathauses magaziniert ist.

## Bestände
Das Stadtarchiv verwahrt rund 600 laufende Regalmeter Akten, die bis ins späte 15. Jahrhundert zurückreichen. Am bedeutendsten sind die Bestände zur Überlieferung der Stadtgemeinde Ellwangen (vom 16. bis zum frühen 20. Jahrhundert), das Archiv des Spitals zum Heiligen Geist (spätes 15. Jahrhundert bis um 1975) sowie die nach dem Flattich-Aktenplan geführten städtischen Akten des 20. Jahrhunderts. Die Altregistraturen der im Zuge der Kommunalreform eingemeindeten Orte Pfahlheim, Rindelbach, Röhlingen und Schrezheim wurden ebenfalls aufgenommen. Hinzu kommen eine umfassende Zeitungssammlung ab 1837 sowie eine Dienstbibliothek mit etwa 3000 Medien. Darüber hinaus betreut das Stadtarchiv die Historische Lehrerbibliothek am Peutinger-Gymnasium, die ca. 4300 Bände seit dem 16. Jahrhundert umfasst und in ihrem Grundbestand auf das 1658 gegründete Jesuitengymnasium zurückgeht.